# Beatrice Hill-Lowe
Beatrice Geraldine Hill-Lowe, née le 26 janvier 1868 à Ardee et morte le 2 juillet 1951 à Tenby (pays de Galles), est une archère irlandaise ayant concouru sous les couleurs britanniques, l'Irlande n'étant pas encore indépendante durant sa période active.

## Biographie
Aux Jeux olympiques d'été de 1908 se tenant à Londres, Beatrice Hill-Lowe remporte la médaille de bronze olympique en double national round. Elle est ainsi la première Irlandaise à remporter une médaille olympique.